# Eaton Rapids
Eaton Rapids város az USA Michigan államában, Eaton megyében. Lakosainak száma 5203 fő (2020. április 1.).

## Népesség
A település népességének változása:

| 2010 | 5 214 |
| 2020 | 5 203 |